# Javid Basharat
Javid Basharat (Paktiyá, 7 de septiembre de 1995) es un artista marcial mixto británico nacido en Afganistán que compite en la división de peso gallo de Ultimate Fighting Championship (UFC).

## Primeros años
Javid y su hermano menor Farid, quien también es peleador de la UFC, llegaron a Inglaterra desde Afganistán con su madre como refugiados a la edad de 5 años, donde se reunieron con su padre.
El viaje de Basharat en los deportes de combate comenzó con el taekwondo a los 13 años, inspirado por la histórica medalla de bronce de Rohullah Nikpai de Afganistán en los Juegos Olímpicos de Verano de 2008 en Beijing. Sus padres lo inscribieron en taekwondo para defensa personal, reconociendo su energía juvenil y su afición por pelear con su hermano. Aunque inicialmente perfeccionó sus habilidades en Inglaterra, Basharat aún no había oído hablar de la UFC y estaba más familiarizado con el mundo del boxeo. Fue expuesto a las artes marciales mixtas en London Shootfighters.

## Carrera de artes marciales mixtas

### Carrera temprana
Basharat mantuvo un récord invicto, luchando principalmente en la escena regional inglesa, comenzando con su victoria por TKO sobre Gino Kroes en "Rise of Champions 2" en abril de 2016. Continuó con victorias por sumisión y TKO en las siguientes 9 peleas, reclamando el Campeonato de Peso Gallo de CON en 2018 y defendiéndolo con éxito.
Basharat fue invitado a competir en la Temporada 5 de Dana White's Contender Series, donde se enfrentó al luchador israelí invicto Oron Kahlon. Kahlon no alcanzó el peso por cuatro libras y fue multado con el 20% de su bolsa. En el cara a cara promocional, Basharat rechazó un apretón de manos debido a la falta de peso. Kahlon entonces llamó a Basharat "terrorista", provocando controversia. Basharat dominó la pelea, finalizando a Kahlon con una guillotina en el tercer asalto para ganar un contrato con la UFC.

### Ultimate Fighting Championship
En su debut en UFC, Basharat se enfrentó a Trevin Jones en UFC Fight Night 203 el 11 de marzo de 2022. Ganó la pelea por decisión unánime.
Basharat enfrentó a Tony Gravely en UFC Fight Night 210 el 17 de septiembre de 2022. Ganó la pelea por decisión unánime.
Basharat enfrentó a Mateus Mendonça en UFC Fight Night 217 el 14 de enero de 2023. Ganó la pelea por decisión unánime.
Basharat estaba programado para enfrentarse a Victor Henry el 23 de septiembre de 2023 en UFC Fight Night 228. Sin embargo, Henry se retiró por razones desconocidas y la pelea fue reprogramada para UFC 294 el 21 de octubre de 2023. La pelea terminó en sin resultado después de que una patada involuntaria de Basharat en la ingle de  Henry lo dejara incapaz de continuar.
Basharat enfrentó a Aiemann Zahabi el 2 de marzo de 2024 en UFC Fight Night 238. Perdió la pelea por decisión unánime.
Está previsto que Basharat se enfrente a  Chris Gutiérrez el 3 de agosto de 2024 en UFC on ABC 7.

## Campeonatos y logros
- Contenders Ltd
  - Campeonato de peso gallo CON (una vez)
    - Una defensa exitosa del título

## Récord de artes marciales mixtas
| Récord profesional | Récord profesional | Récord profesional |
| 16 peleas          | 14 victorias       | 1 derrota          |
| ------------------ | ------------------ | ------------------ |
| Nocaut             | 5                  | 0                  |
| Sumisión           | 6                  | 0                  |
| Decisión           | 3                  | 1                  |
| Sin resultado      | 1                  | 1                  |

| Resultado     | Récord   | Oponente               | Método                                        | Evento                                  | Fecha                    | Ronda | Tiempo | Localización      | Notas                                                                  |
| ------------- | -------- | ---------------------- | --------------------------------------------- | --------------------------------------- | ------------------------ | ----- | ------ | ----------------- | ---------------------------------------------------------------------- |
| Derrota       | 14–1 (1) | Aiemann Zahabi         | Decisión (unánime)                            | UFC Fight Night: Rozenstruik vs. Gaziev | 2 de marzo de 2024       | 3     | 5:00   | Las Vegas, Nevada |                                                                        |
| Sin resultado | 14–0 (1) | Victor Henry           | Sin resultado (patada accidental en la ingle) | UFC 294                                 | 21 de octubre de 2023    | 2     | 0:15   | Abu Dhabi         | Una patada accidental en la ingle hizo que Henry no pudiera continuar. |
| Victoria      | 14–0     | Mateus Mendonça        | Decisión (unánime)                            | UFC Fight Night: Strickland vs. Imavov  | 14 de enero de 2023      | 3     | 5:00   | Las Vegas, Nevada |                                                                        |
| Victoria      | 13–0     | Tony Gravely           | Decisión (unánime)                            | UFC Fight Night: Sandhagen vs. Song     | 17 de septiembre de 2022 | 3     | 5:00   | Las Vegas, Nevada |                                                                        |
| Victoria      | 12–0     | Trevin Jones           | Decisión (unánime)                            | UFC Fight Night: Santos vs. Ankalaev    | 12 de marzo de 2022      | 3     | 5:00   | Las Vegas, Nevada |                                                                        |
| Victoria      | 11–0     | Oron Kahlon            | Sumisión (guillotine choke)                   | Dana White's Contender Series 45        | 26 de octubre de 2021    | 3     | 4:12   | Las Vegas, Nevada | Pelea de peso pactado (139 lb); Kahlon no dio el peso.                 |
| Victoria      | 10–0     | Alexander Bezkorovayny | Sumisión (brabo choke)                        | Oktagon 19                              | 5 de diciembre de 2020   | 2     | 4:44   | Brno              |                                                                        |
| Victoria      | 9–0      | Nicolas Savio          | TKO (parada médica)                           | Contenders Norwich 29                   | 15 de febrero de 2020    | 1     | N/A    | Norwich           | Defendió el Campeonato de Peso Gallo de CON.                           |
| Victoria      | 8–0      | Wisam Mamoka           | TKO (golpes)                                  | FightStar Championship 18               | 6 de julio de 2019       | 1     | 0:51   | Londres           | Regresó a peso gallo.                                                  |
| Victoria      | 7–0      | John Spencer           | TKO (golpes)                                  | UCMMA 59                                | 11 de mayo de 2019       | 1     | 1:50   | Londres           | Debut en peso pluma.                                                   |
| Victoria      | 6–0      | Ricardo Morais         | Sumisión (rear-naked choke)                   | UCMMA 57                                | 10 de noviembre de 2018  | 1     | 3:01   | Londres           |                                                                        |
| Victoria      | 5–0      | Julien Bouteix         | Sumisión (rear-naked choke)                   | Contenders Norwich 23                   | 28 de abril de 2018      | 1     | 3:22   | Norwich           | Ganó el Campeonato de Peso Gallo de CON.                               |
| Victoria      | 4–0      | Tony Hall              | Sumisión (guillotine choke)                   | BAMMA 31                                | 15 de septiembre de 2017 | 2     | 1:42   | Londres           |                                                                        |
| Victoria      | 3–0      | Oleksandr Bilobrovaka  | TKO (golpes)                                  | Celtic Gladiator 12                     | 20 de mayo de 2017       | 1     | 1:33   | Grays             |                                                                        |
| Victoria      | 2–0      | Ionut Raducanu         | Sumisión (heel hook)                          | UCMMA 48                                | 6 de septiembre de 2016  | 1     | N/A    | Romford           |                                                                        |
| Victoria      | 1–0      | Gino Kroes             | TKO (codazos)                                 | Rise of Champions 2                     | 23 de abril de 2016      | 1     | 1:58   | Romford           | Debut en peso gallo.                                                   |